# Парламентские выборы в Гайане (2015)
Досрочные парламентские выборы в Гайане прошли 11 мая 2015 года одновременно с региональными выборами. На них избиралось 65 депутатов Национальной ассамблеи.
В результате победила коалиция из «Партнёрства за национальное единство» (APNU) и Альянса за перемены, которая получила 33 из 65 мест Национального собрания. Вскоре после выборов 16 мая 2015 года лидер Партнёрства за национальное единство Дэвид Грейнджер был приведён к присяге в качестве президента.

## Избирательная система
Национальная ассамблея Гайаны состоит из 65 членов, которые избираются на пятилетний срок по системе пропорционального представительства. Из них 40 мест распределяются по партийным спискам от единого общенационального округа, а 25 мест — по 10 многомандатным избирательным округам. Места распределяются по методу наибольшего остатка. За проведение выборов отвечает Избирательная комиссия Гайаны. Кандидат от партии с наибольшим количеством мест в Национальной ассамблее становится президентом страны.

## Предвыборная обстановка
Досрочные выборы были объявлены в результате противостояния между президентом Дональдом Рамотаром и Национальной ассамблеей, в котором он не имел большинства голосов. После того как президент не согласился с сокращением расходов, установленным Национальной ассамблеей, парламент проголосовал за вотум недоверия правительству. Рамотар впоследствии приостановил деятельность Национальной ассамблеи в ноябре 2014 года, распустил её три месяца спустя и назначил досрочные выборы на 20 января 2015 года.

## Результаты
| Партия                                                           | Голосов | %     | Мест | +/–   |
| ---------------------------------------------------------------- | ------- | ----- | ---- | ----- |
| ПНЕ–Альянс за перемены                                           | 207 201 | 50,30 | 33   | 0     |
| Народная прогрессивная партия                                    | 202 656 | 49,19 | 32   | 0     |
| Объединённая сила                                                | 1099    | 0,27  | 0    | 0     |
| Объединённая республиканская партия                              | 418     | 0,10  | 0    | новая |
| Независимая партия                                               | 342     | 0,08  | 0    | новая |
| Национальная независимая партия                                  | 254     | 0,06  | 0    | новая |
| Недействительных/пустых бюллетеней                               | 4000    | –     | –    | –     |
| Всего                                                            | 415 970 | 100   | 65   | 0     |
| Зарегистрированных избирателей/ Явка                             | 585 727 | 71,02 | –    | –     |
| Источник: GECOM Архивная копия от 9 июня 2020 на Wayback Machine |         |       |      |       |